# Kanchenjunga
Kanchenjunga (en nepalí: कञ्चनजङ्घा Kanchanjaŋghā; en limbu: सेवालुन्ग्मा Sewalungma, también escrito Kangchenjunga, Kangchen Dzö-nga, Khangchendzonga, Kanchenjanga, Kachendzonga, o Kangchanfanga) es la tercera montaña más alta del mundo, después del Everest y del K2, con una altitud de 8.586 metros sobre el nivel del mar. Es también la más alta de India y la segunda más alta del Nepal, situada en el distrito de Taplejung.

## Nombre

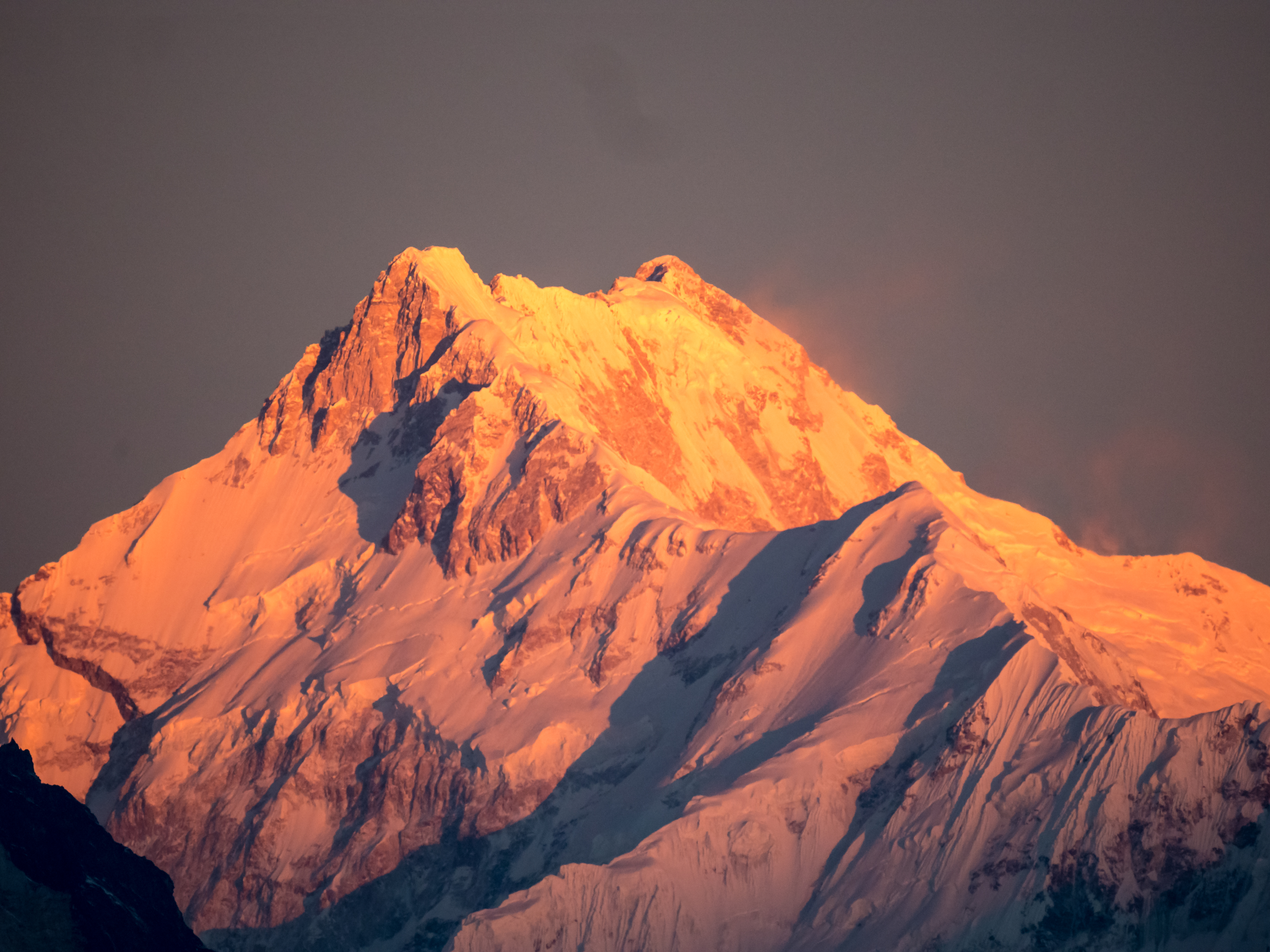
El Kangchenjunga desde Gangtok

Kanchenjunga se traduce como "Los cinco tesoros de las nieves", ya que la montaña tiene cinco picos, cuatro de ellos por encima de los 8.450 metros. Los tesoros representan los cinco repositorios de Dios, que son oro, plata, gemas, cereal y libros sagrados. El Kanchenjunga se llama Sewalungma en el idioma limbu local, traducido como montaña a la que hacemos ofrendas. Kanchenjunga o Sewalungma está considerada sagrada en la religión Kirant.
Aunque Kangchenjunga es la forma oficial de escribirlo adoptada por Douglas Freshfield, A.M. Kellas y la Royal Geographical Society, que da su mejor indicación de la pronunciación tibetana, hay una serie de ortografías alternativas que incluyen Kangchen Dzönga, Khangchendzonga, Kanchenjanga, Kachendzonga, Kanchenjunga o Kangchanfanga. La palabra final en el uso del nombre Kangchenjunga vino de Tashi Namgyal, el Maharajá o chogyal de Sikkim, quien afirmó que "aunque junga no tiene significado en tibetano, realmente debería ser Zod-nga (tesoro, cinco) Kang-chen (nieve, grande) para portar el significado correcto". Siguiendo las consultas con el teniente-coronel J.L.R. Weir (agente político HMG en Sikkim), estuvo de acuerdo en que era mejor dejarlo como Kangchenjunga, y así permaneció el nombre por aceptación y uso.

## Geografía

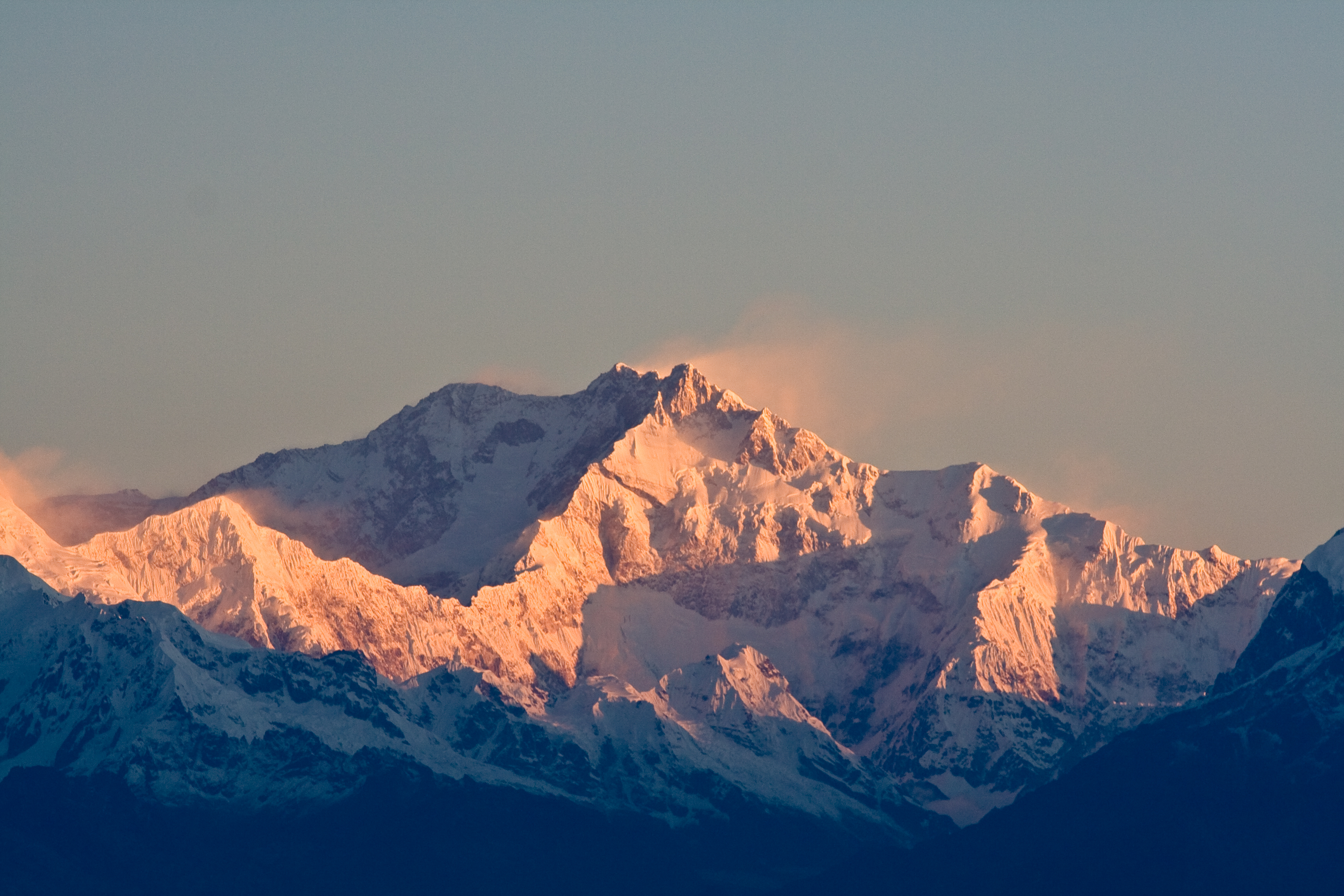
Kanchenjunga desde Darjeeling.

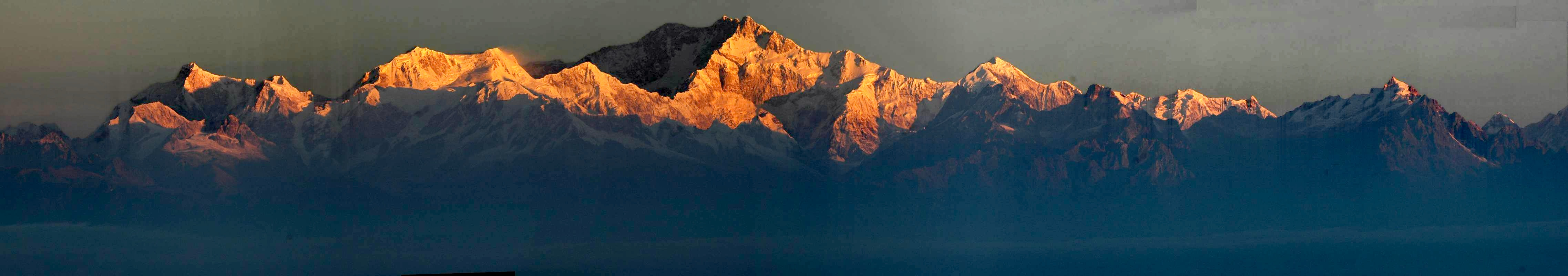
Panorama del macizo de Kanchenjunga desde Tiger Hill, Darjeeling.

Tres de los cinco picos (Principal, Central y Sur) están en la frontera del distrito de Sikkim Norte de Sikkim, India y el distrito de Taplejung de Nepal, mientras que los otros dos están completamente dentro del distrito de Taplejung. En Nepal se lleva a cabo el Proyecto del Área de conservación de Kanchenjunga, organizado por el World Wildlife Fund en asociación con el gobierno de Nepal. El santuario es el hogar del panda rojo y otros animales de alta montaña, así como de centenares de especies de pájaros y plantas. El lado indio del Kanchenjunga también tiene una zona de parque protegida llamada el parque nacional de Khangchendzonga.
Hasta 1852 se creía que el Kanchenjunga era la montaña más alta del mundo. Los cálculos hechos en 1849 por el Gran Proyecto de Topografía Trigonométrica británico llegaron a la conclusión de que el Everest (conocido como Pico XV en la época) era más alto y el Kanchenjunga el tercero en altura.
Los cinco picos del Kanchenjunga son los siguientes:
| Nombre del pico                  | Altura (m s. n. m.,) |
| -------------------------------- | -------------------- |
| Kanchenjunga Principal           | 8.586                |
| Kanchenjunga Oeste (Yalung Kang) | 8.505                |
| Kanchenjunga Central (medio)     | 8.482                |
| Kanchenjunga Sur                 | 8.494                |
| Kangbachen                       | 7.903                |

El enorme macizo del Kanchenjunga se encuentra fortalecido por grandes aristas que corren aproximadamente de este a oeste y de norte a sur, formando una "X" gigante. Estas crestas contienen una serie de picos entre 6.000 y 8.000 metros de altitud. En la arista este en Sikkim, está Siniolchu (6.888 m s. n. m..). La arista oeste culmina en el magnífico Jannu (7.710 m s. n. m.) con su imponente cara Norte. Al sur, claramente visible desde Darjeeling, aparecen el Kabru Norte (7.338 m s. n. m.), Kabru Sur (7.316 m s. n. m.) y los picos Rathong (6.678 m s. n. m.). La arista norte, después de pasar por el subpico menor Kanchenjunga Norte (7.741 m s. n. m.), contiene los Gemelos y el Pico Tent, y corre hasta la frontera tibetana por el Jongsong La, un paso de 6.120 m s. n. m.
El Kanchenjunga es conocido por sus famosas vistas desde Darjeeling. En un día claro, presenta una imagen no de una montaña sino una muralla blanca que cuelga desde el cielo. El pueblo de Sikkim reverencian el Kanchenjunga como una montaña sagrada. 
Debido a su remota ubicación en Nepal y acceso difícil desde la India, la región de Kanchenjunga no ha sido muy explorada por los alpinistas. Por lo tanto, ha conservado gran parte de su primitiva belleza. En Sikkim, hacer trekking por la región del Kanchenjunga es una actividad reciente que ha recibido hace poco aprobación oficial. El collado Goecha La está ganando popularidad entre los turistas, ubicado a la derecha, justo enfrente de la enorme cara Sudeste del Kanchenjunga. Otro sendero hasta la cuenca del Lago Green se ha abierto recientemente al trekking, discurriendo al lado Noreste del Kanchenjunga a lo largo del famoso glaciar Zemu.
El área de conservación de Kanchenjunga abarca 2.035 km² rodeando la montaña por el lado nepalí.

## Historia de sus ascensos

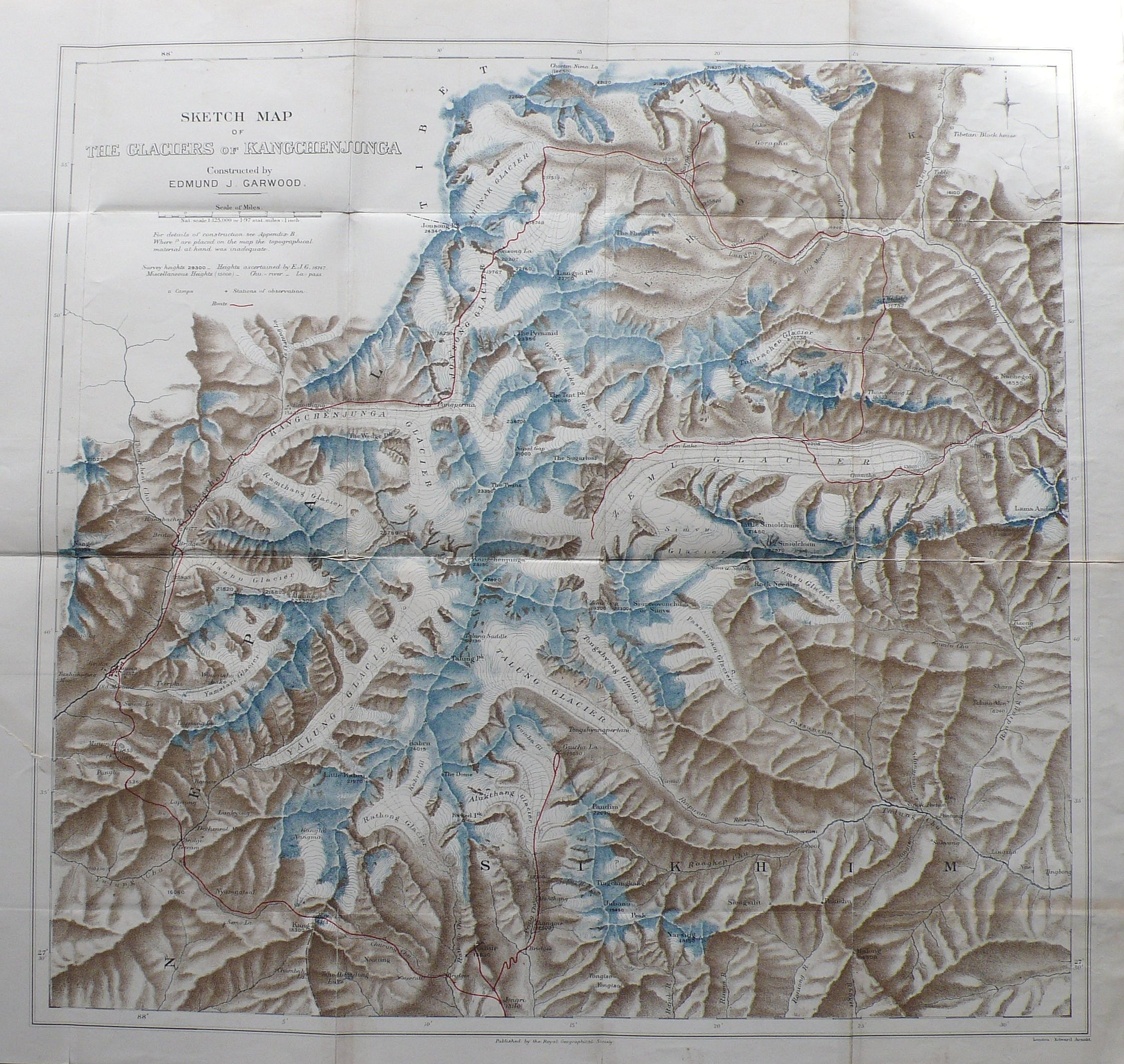
Mapa de Kanchenjunga por Garwood, 1903.

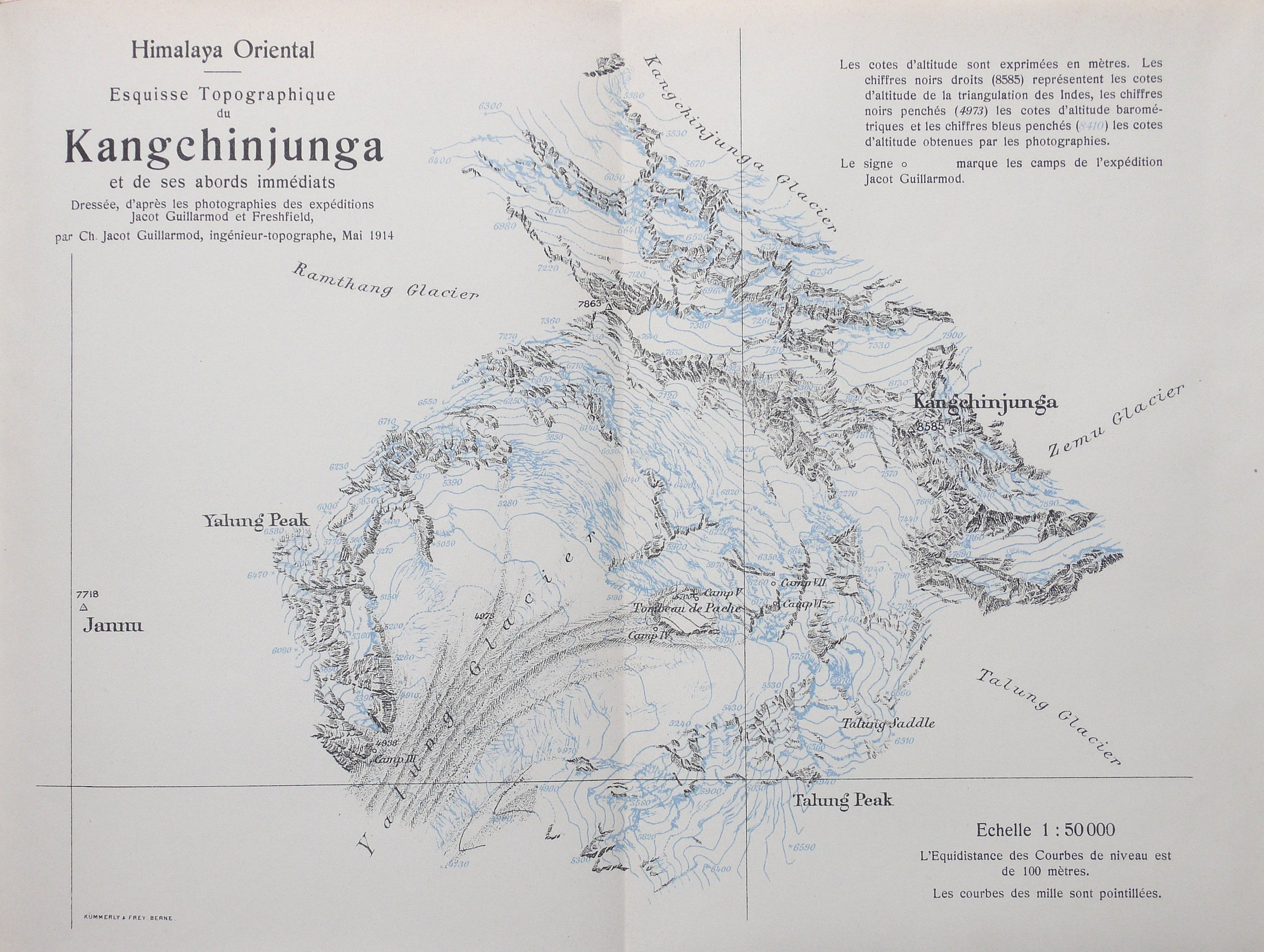
Mapa de Kanchenjunga por Jacot-Guillarmod, 1914.

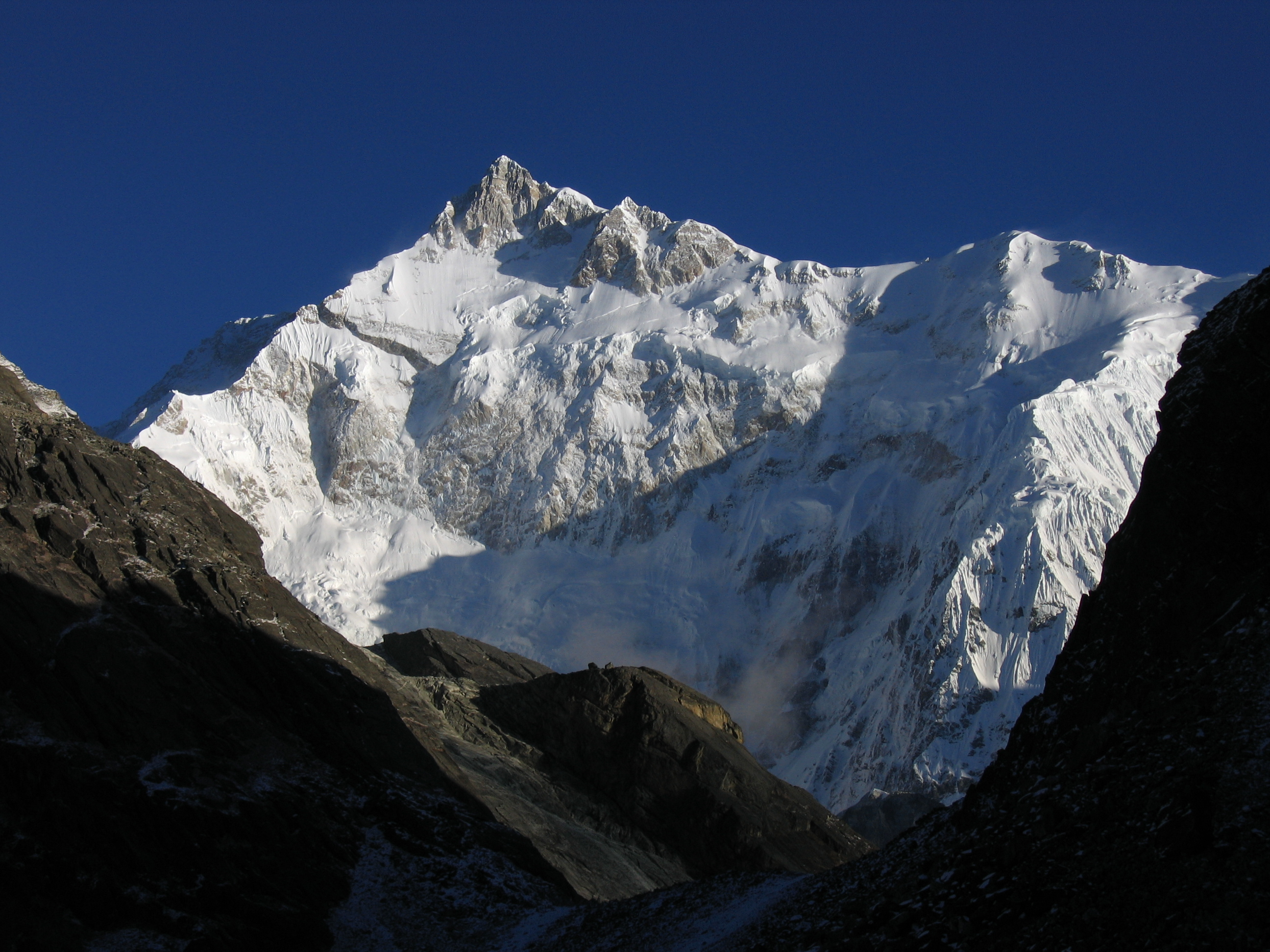
Kanchenjunga desde Goechala La, 4.940 m.

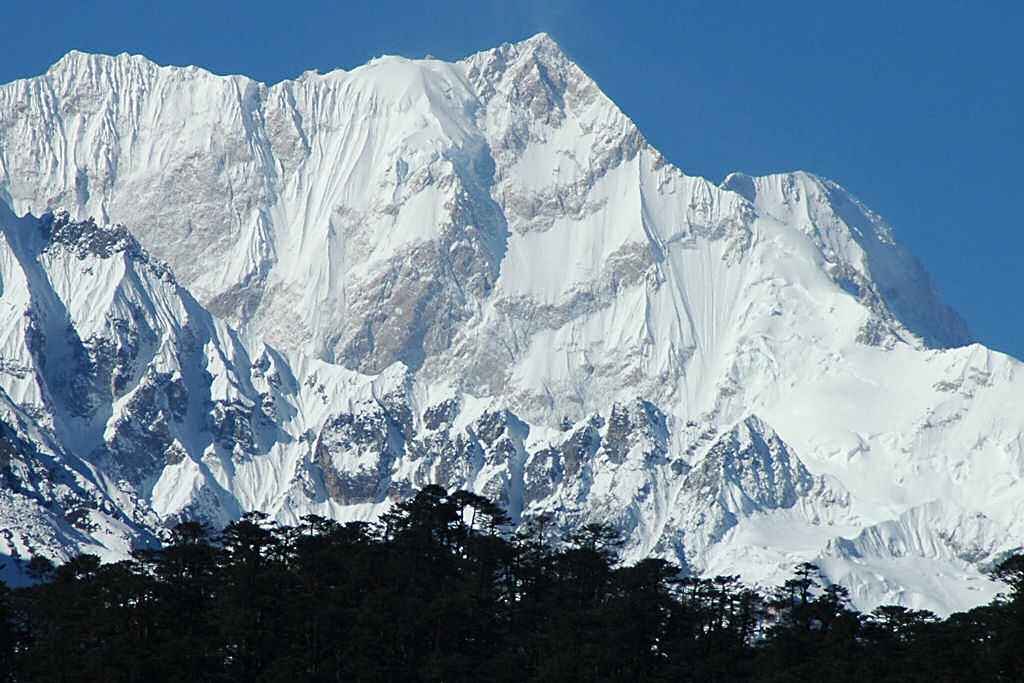
Cara este del Kanchenjunga, vista desde cerca del glaciar Zemu.

### Primer reconocimiento e intentos de ascensión
- 1848/49 Joseph Dalton Hooker exploró partes de Nepal oriental, hasta entonces totalmente desconocidas para los europeos. Hizo varios viajes por los valles fluviales que llegan hasta la base del Kanchenjunga, llegando a 22 km del pico y de los collados que dan acceso al Tíbet.
- 1855 Herrmann von Schlagaintweit de Alemania se hizo cargo de la Magnetic Survey of India (exploración magnética de la India), recorrió las proximidades y dibujó un panorama del Everest y del Kanchenjunga, antes de ser rechazado por soldados nepalíes.[3]
- 1882/83 El pionero británico del montañismo, W.W. Graham, pretendía haber rodeado la montaña en marzo de 1882, volviendo en julio de 1883 con dos guías suizos para un intento mientras escalaban otros picos en la zona y cazaban el leopardo de las nieves.[4][5][6]
- 1899 El explorador británico Douglas Freshfield y el fotógrafo italiano Vittorio Sella fueron los primeros en rodear la montaña, siendo los primeros exploradores que contemplaron la gran cara Oeste del Kanchenjunga.[7]
- 1905 La expedición al Kanchenjunga de 1905 fue el primer intento de ascender la montaña. Dirigida por Aleister Crowley (quien había formado parte del equipo que intentó el ascenso de 1902 al K2) y el doctor Jules Jacot-Guillarmod, el equipo alcanzó una altitud aproximada de 6.500 metros en el lado sudoeste de la montaña antes de regresar. La altitud exacta alcanzada es un poco confusa; Crowley afirmó que el 31 de agosto "estábamos con seguridad por encima de 21.000 y posiblemente sobre 22.000 pies" (6400–6705 metros), cuando el equipo se vio obligado a retirarse al campamento 5 por el riesgo de aludes. El 1 de septiembre evidentemente llegaron más lejos; algunos miembros de ese equipo (Reymond, Pache y Salama) "superaron la mala racha" que les forzó a regresar al campamento 5 el día anterior, y progresaron "lejos de nuestra vista y oídos" antes de volver a Crowley y los hombres con paquetes, que no podían cruzar la sección peligrosa sin asistencia con sus cargas. No queda claro lo alto que pudieron escalar Reymond, Pache y Salama – pero al resumir, Crowley aventuró "Habíamos alcanzado una altura de aproximadamente 25.000 pies" (7620m).[8] Intentando un descenso tardío"[8] del campamento 5 al 4, el escalador Alexis Pache (que ese día había sido uno de los tres en ascender posiblemente más alto que nadie antes), y tres porteadores locales, murieron en un alud.[9] A pesar de la insistencia de uno de los hombres locales de que "el demonio del Kanchenjunga había sido propiciado con el sacrificio", Crowley decidió que ya era suficiente y que era inadecuado continuar.[8]
- 1929 Una expedición alemana guiada por Paul Bauer alcanzó 7400 metros en el espolón Noreste antes de regresar obligado por una tormenta de nieve que descargó durante cinco días.
- 1930 Una expedición internacional liderada por George Dyhrenfurth, el alemán Uli Wieland, el austriaco Erwin Schneider y el inglés Frank Smythe (quien publicó “La aventura del Kanchenjunga” ese mismo año) intentaron la escalada infructuosamente. El intento falló debido a las malas condiciones atmosféricas y a las pésimas condiciones de la nieve.[10]
- 1931 Una segunda expedición alemana, liderada de nuevo por Paul Bauer, intentó el espolón Noreste antes de volverse por el mal tiempo, las enfermedades y las muertes. La expedición se retiró después de haber ascendido poco más que el intento de 1929.
- 1954 Un reconocimiento del lado Suroeste del Kanchenjunga fue realizado por John Kempe (líder de la expedición), J.W. Tucker, Ron Jackson, Trevor H. Braham, G.C. Lewis y Dr. D.S. Mathews.[11] Este reconocimiento llevó a la apertura de la ruta que se usó con éxito en la expedición del año 1955.

### El primer ascenso
La primera ascensión al Kanchenjunga se produjo el 25 de mayo de 1955. Los británicos George Band y Joe Brown fueron los primeros en lograrlo. Por respeto a las creencias de los Sikkim, para quienes la cumbre es sagrada, detuvieron su ascenso unos metros antes de la cima, costumbre que se ha venido respetando por la mayor parte de las expediciones posteriores.
A J. Brown y G. Band les siguieron Norman Hardie y Tony Streather el día siguiente, 26 de mayo. El equipo en pleno incluía también a John Clegg (doctor del equipo), Charles Evans (líder del equipo), John Angelo Jackson, Neil Mather y Tom Mackinnon.
El ascenso demostró que la ruta de Aleister Crowley de 1905 (también investigada en el reconocimiento de 1954) era viable. La ruta empieza en el glaciar Yalung, al sudoeste del pico, y sube por la cara Yalung, que tiene alrededor de 3.000 metros de altura. El principal rasgo de esta cara es una "Gran Cornisa", una meseta grande que cae un poco alrededor de 7.500 m, cubierta por un glaciar colgante. La ruta transcurre casi por completo sobre nieve, un glaciar y una cascada de hielo. Finalmente, la arista final de la cumbre supone un corto trayecto que discurre esencialmente sobre roca.
La primera expedición de ascenso estableció seis campos por encima del campo base, dos por debajo de la cornisa, dos sobre ella y otros dos por encima. Empezaron el 18 de abril y todo el mundo estuvo de vuelta en el campamento base el 28 de mayo.

### Otros ascensos notables

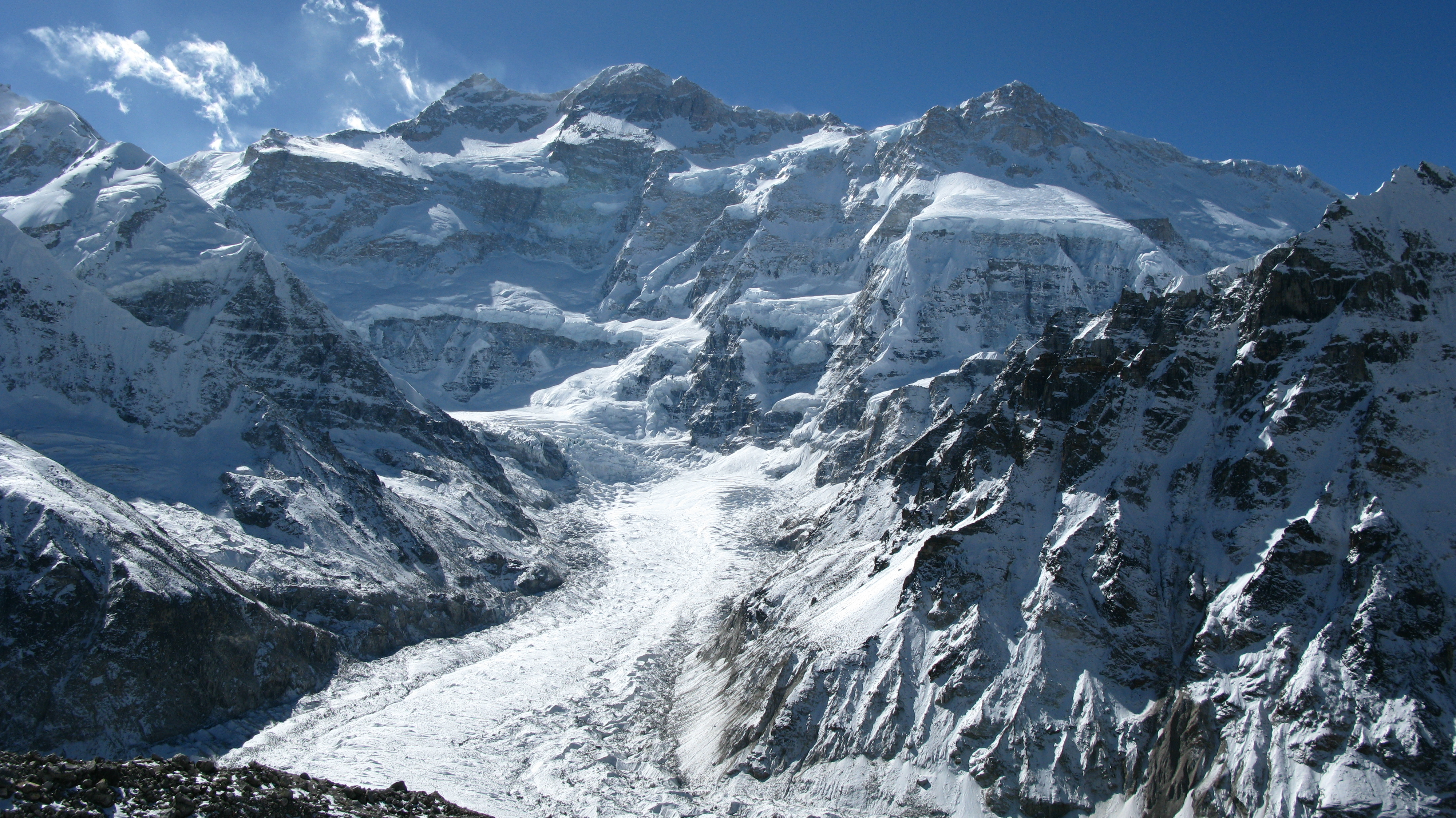
Cara norte de Kanchenjunga visto desde Pang Pema

- 1973 Los escaladores Yutaka Ageta y Takeo Matsuda de la expedición japonesa llegaron a Kanchenjunga Oeste (Yalung Kang), subiendo por la arista Sudoeste.
- 1977 El segundo ascenso del Kanchenjunga, por un equipo del ejército indio estuvo liderado por el coronel Narinder Kumar. Completaron el espolón Noreste, la difícil arista que impidió progresar hasta la cumbre a las expediciones alemanas de 1929 y 1931.
- 1978 Equipos polacos hicieron los primeros ascensos con éxito de las cumbres Kanchenjunga Sur (Wojciech Wróż y Eugeniusz Chrobak, el 19 de mayo) y Kangchenjunga Central (Wojciech Brański, Zygmunt Andrzej Heinrich y Kazimierz Olech, el 22 de mayo).[12]
- 1979 El tercer ascenso, el 15 de mayo, y el primero sin oxígeno, por Doug Scott, Peter Boardman y Joe Tasker estableció una nueva ruta en la arista Norte.[13]
- 1983 Pierre Beghin hizo el primer ascenso en solitario y el primer ascenso sin el uso suplementario de oxígeno.
- 1986, 11 de enero: Krzysztof Wielicki y el extraordinario Jerzy Kukuczka, escaladores polacos, hicieron el primer ascenso con éxito en invierno.[14]
- 1986, 24 de octubre: primer ascenso español, Josep Permañé, por la cara Sudoeste.
- 1991 Marija Frantar y Joze Rozman intentaron el primer ascenso de una mujer, pero sus cuerpos fueron después encontrados muertos por debajo de la pared de la cumbre.
- 1991 Andrej Stremfelj y Marko Prezelj completaron un ascenso usando estilo alpino por la arista Sur del Kanchenjunga hasta la cumbre Sur (8.494 m s. n. m.).
- 1992 Carlos Carsolio es el único que hizo cumbre ese año. Fue un ascenso en solitario sin oxígeno suplementario.[15]
- 1992 Wanda Rutkiewicz, la primera mujer que subió y bajó el K2, y respetada escaladora polaca, murió en el Kanchenjunga entre el 12 y el 13 de mayo de 1992. Rutkiewicz y Carsolio habían iniciado el ascenso a las 3:30 de la madrugada del 12 de mayo desde el campo IV situado a 7.950 metros. Después de unas doce horas de escalada, bajo una fuerte nevada, Carlos alcanzó la cima en solitario, abandonando a su compañera durante el ascenso. De bajada el mexicano se encontró con la polaca alrededor de los 8.200-8.300 metros. Ella decidió hacer un vivac y retomar la subida al día siguiente. No tenía nada para cocinar. Un agotado Carsolio continuó el descenso en solitario y nunca más se supo de ella.[16] De haberlo conseguido, habría sido su noveno ocho mil, para Carsolio fue su quinto.
- 1995, 6 de octubre: Benoît Chamoux, Pierre Royer y un guía sherpa desaparecieron cerca de la cumbre.
- 1996, 6 de mayo: Primera ascensión de Juanito Oiarzabal, por la cara Noroeste a la arista Norte. Luego repetiría el 18 de mayo de 2009 por la cara Sur, con Edurne Pasabán. Oiarzabal fue el primer español -y sexto del mundo- en hacer los 14 ochomiles.
- 1998 Ginette Harrison se convierte en la primera mujer en llegar a la cumbre. Hasta entonces el Kanchenjunga era el único ochomil que no había visto un ascenso femenino.[17]
- 2005 Alan Hinkes, un escalador británico, fue la única persona que hizo cumbre en el año del 50.º aniversario del primer ascenso.
- 2006 Gerlinde Kaltenbrunner, una alpinista austríaca, fue la segunda mujer en llegar a la cima.
- 2009 Jon Gangdal y Mattias Karlsson alcanzaron la cumbre, convirtiéndose, respectivamente, en el primer noruego y el primer sueco en conquistar la montaña.
- 2009, 6 de mayo: fecha de la supuesta ascensión a la cumbre de la surcoreana Oh Eun-sun, no reconocido ni por la Federación de Alpinismo de Corea del Sur ni por el sitio especializado ExplorersWeb.
- 2009, 18 de mayo: Edurne Pasaban, una alpinista española, alcanzó la cumbre, convirtiéndose en la primera mujer que conseguía 12 ochomiles;[18]
- 2009 Kinga Baranowska se convirtió en la primera mujer polaca en alcanzar la cumbre del Kanchenjunga.[19]
- 2014, 18 de mayo: Carlos Soria Fontán, se convirtió en la persona de más edad en alcanzar la cumbre del Kanchenjunga.[20]